# Kärrmånspindel
Kärrmånspindel (Agroeca dentigera) är en spindelart som beskrevs av Kulczynski 1913. Kärrmånspindel ingår i släktet Agroeca och familjen månspindlar. Enligt den finländska rödlistan är arten nära hotad i Finland. Enligt den svenska rödlistan är arten starkt hotad i Sverige. Arten förekommer i Götaland. Artens livsmiljö är myrar. Inga underarter finns listade i Catalogue of Life.